# Belval-Bois-des-Dames
Belval-Bois-des-Dames ist eine französische Gemeinde mit 27 Einwohnern (Stand 1. Januar 2022) im Département Ardennes in der Region Grand Est (vor 2016: Champagne-Ardenne). Sie gehört zum Arrondissement Vouziers, zum Kanton Vouziers und zum Gemeindeverband Argonne Ardennaise.

## Geografie
Die Gemeinde Belval-Bois-des-Dames liegt an der Grenze zum Département Meuse, elf Kilometer westlich von Stenay. Umgeben wird Belval-Bois-des-Dames von den Nachbargemeinden Beaumont-en-Argonne im Norden, Laneuville-sur-Meuse im Nordosten, Beaufort-en-Argonne im Südosten, Nouart im Süden, Fossé im Südwesten sowie Vaux-en-Dieulet im Westen.

## Bevölkerungsentwicklung
| Jahr                       | 1962 | 1968 | 1975 | 1982 | 1990 | 1999 | 2005 | 2010 | 2019 |
| Einwohner                  | 71   | 59   | 59   | 47   | 39   | 51   | 43   | 38   | 30   |
| Quellen: Cassini und INSEE |      |      |      |      |      |      |      |      |      |

## Sehenswürdigkeiten
- Abtei von Belval-Bois-des-Dames, erbaut im 18. Jahrhundert, Monument historique seit 1991[1]

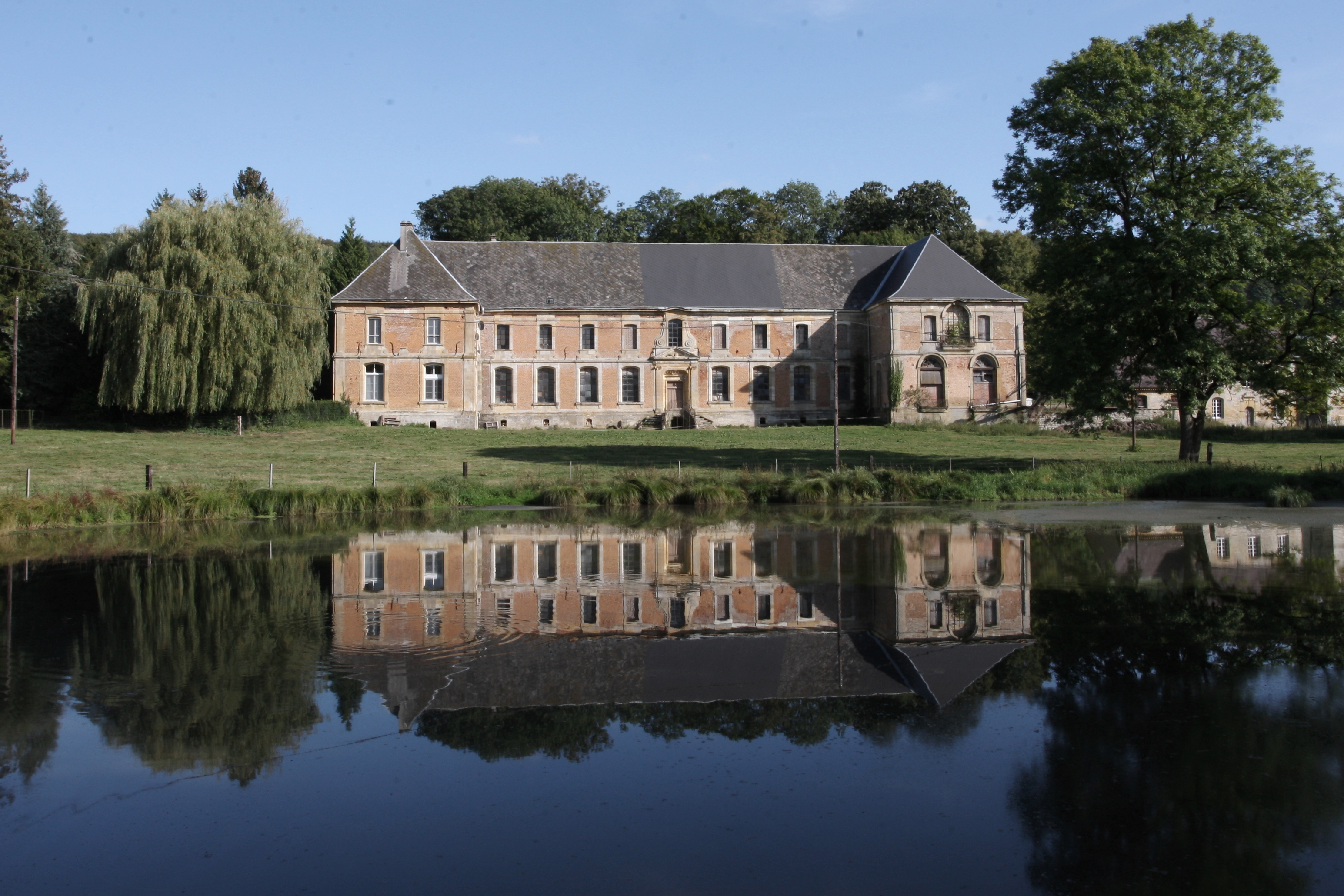
Abtei von Belval-Bois-des-Dames

- Archäologische Funde aus der Römerzeit, die 1892 bei Ausgrabungen auf dem Gebiet von Belval-Bois-des-Dames geborgen wurden und im Musée de l’Ardenne in Charleville-Mézières ausgestellt sind.

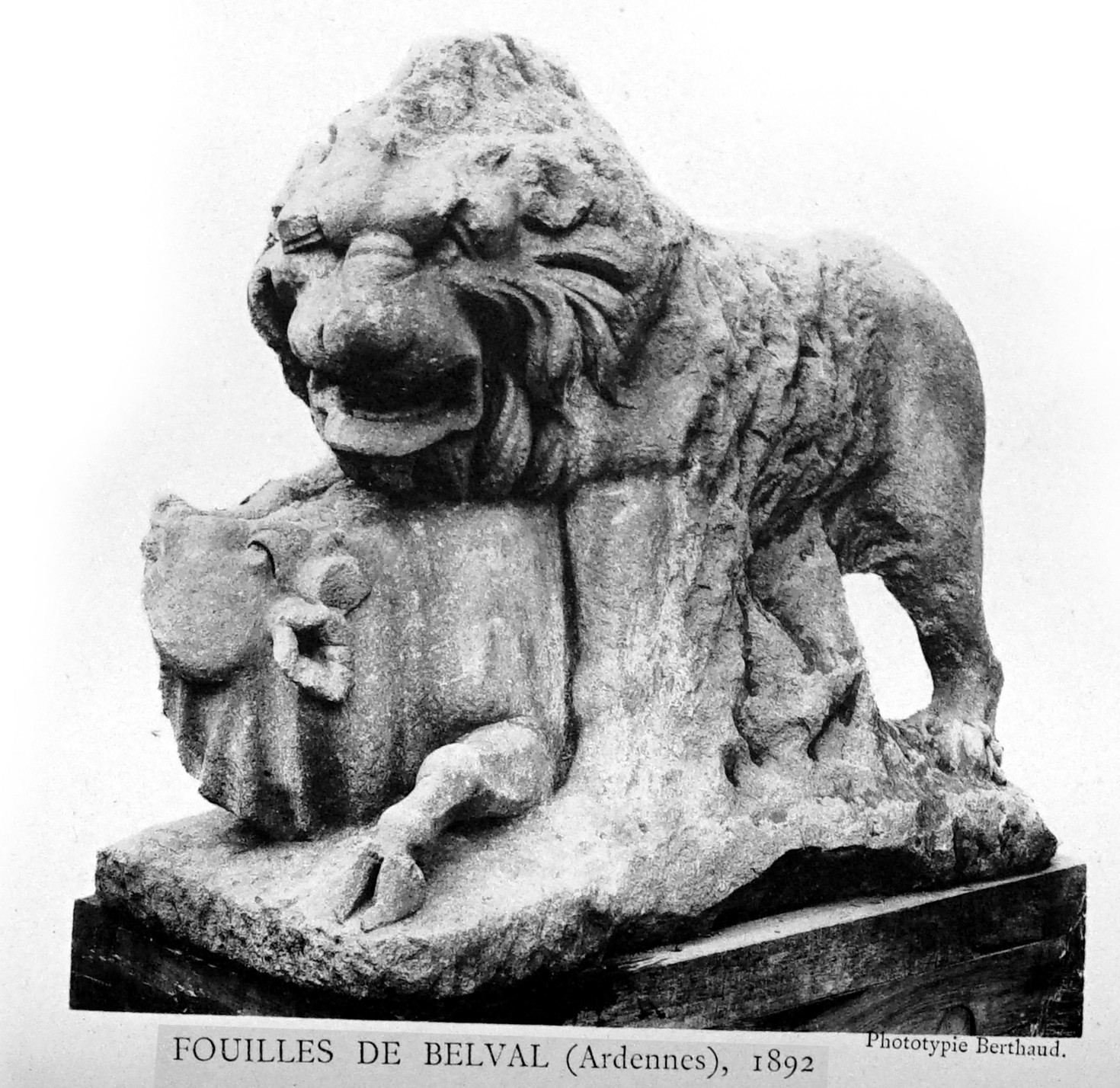
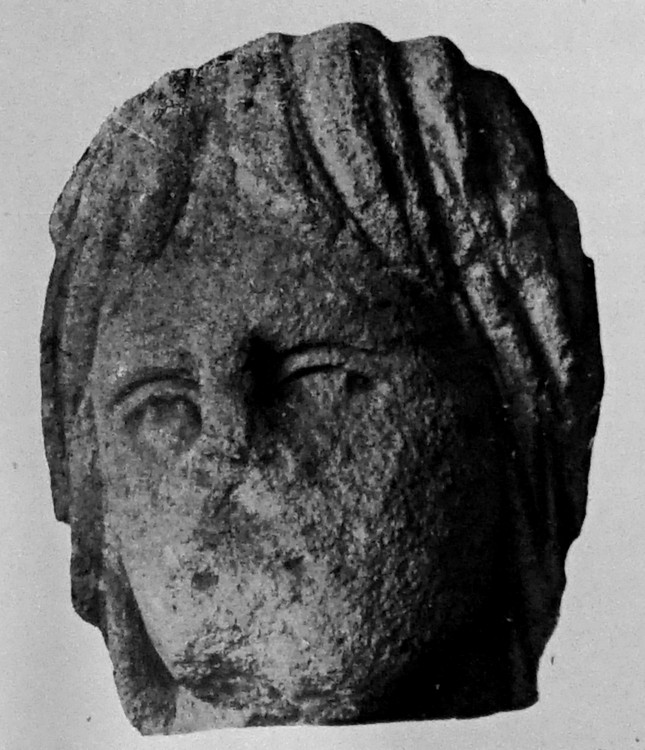
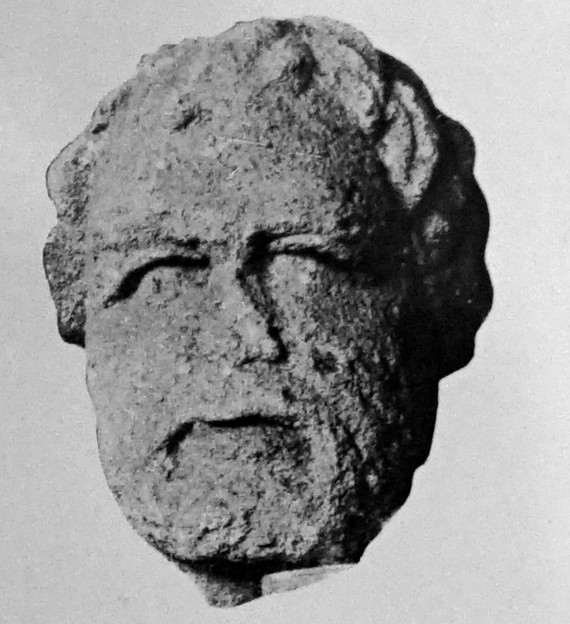
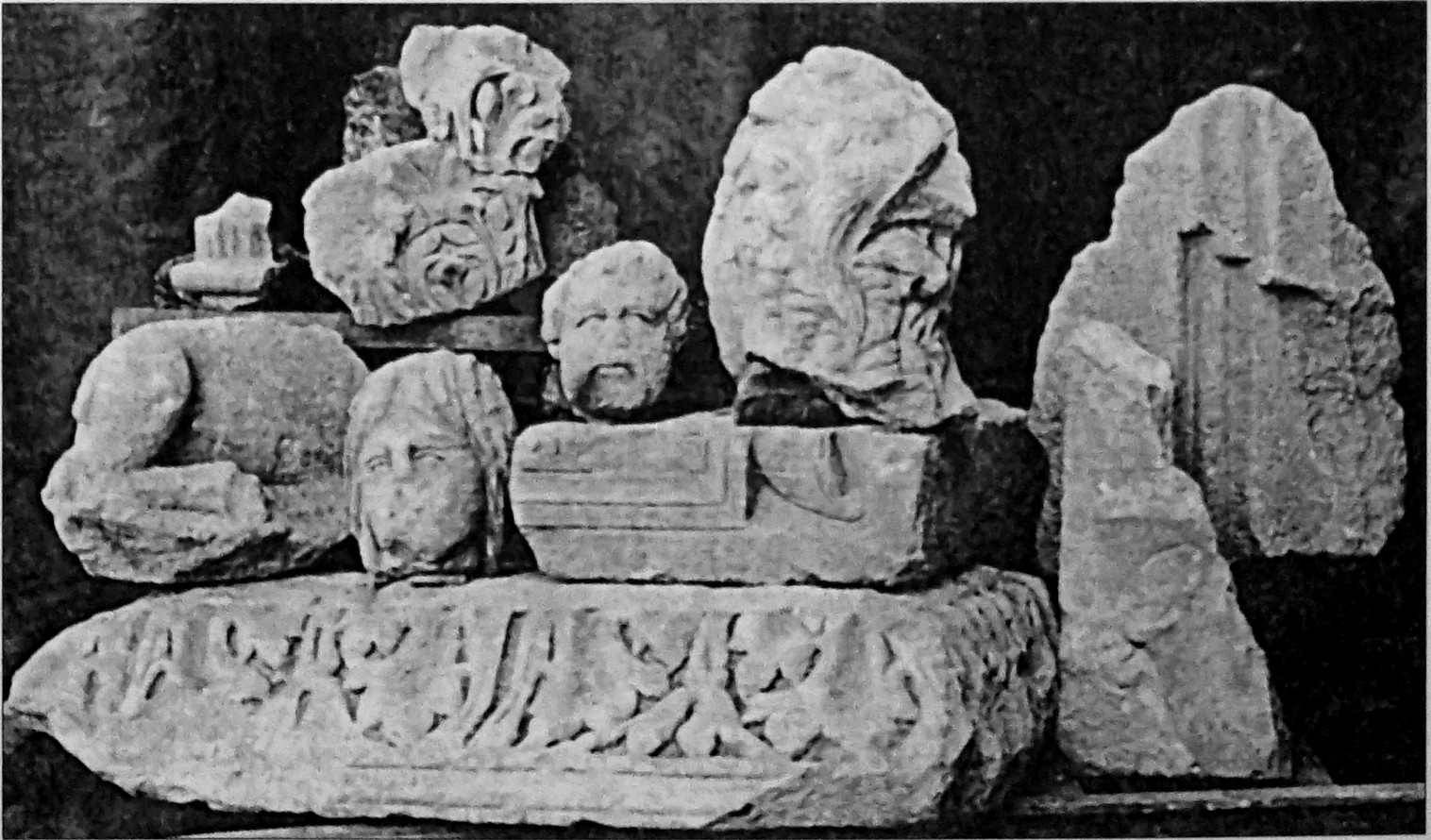